# 原文良
原 文良（はら ふみよし、1919年〈大正8年〉 - ）は日本映画の照明技師。栃木県出身。

## 経歴
日本郵船の船乗りとして5年半、欧州、サンフランシスコ、南米航路を周る。その後は微兵され、通信役務で電気関係に詳しくなる。終戦後は運送会社に勤務するが、東宝にライトを運送したことがきっかけで、1947年に同社の照明部に入社する。黒澤明や成瀬巳喜男などの監督作品に参加した後、1954年に岸田九一郎の補佐として特撮映画の照明助手となる。1967年に『怪獣島の決戦 ゴジラの息子』で照明技師に昇進し、フリーランスに転身した。

## 人物・エピソード
第二次世界大戦中は幸運に恵まれ、たびたび九死に一生を得ている。日本郵船時代に母が死去して下船したところ、乗船していたその船はドーバー海峡での戦闘に巻き込まれ、爆雷攻撃に遭って沈没した。その後に乗った船も、寄港した神戸で原が手旗信号の教官を務めることになって下船したところ、広島で潜水艦の魚雷攻撃に遭って沈没した。また、徴兵の際には宇都宮から満州へ派兵される予定であったが、出征の翌日に腹痛に見舞われて翌年へ持ち越され、参加予定であった部隊は数か月後に満州から南方へ派兵された結果、全滅したという。
東宝特撮へは『ゴジラ』（1954年）から参加しているが、特技監督の円谷英二と直接声を交わすようになったのは10年近く経ってからであったという。
1971年の『ゴジラ対ヘドラ』でヘドロの中に浮かぶ赤ん坊は、原の孫である。

## 映画
| 公開年月日     | 作品名                                     | 制作（配給）                     |
| -------------- | ------------------------------------------ | -------------------------------- |
| 1954年11月3日  | ゴジラ                                     | 東宝                             |
| 1954年12月29日 | 透明人間                                   | 東宝                             |
| 1956年12月26日 | 空の大怪獣ラドン                           | 東宝                             |
| 1957年12月28日 | 地球防衛軍                                 | 東宝                             |
| 1958年10月14日 | 大怪獣バラン                               | 東宝                             |
| 1961年7月30日  | モスラ                                     | 東宝                             |
| 1961年10月8日  | 世界大戦争                                 | 東宝                             |
| 1962年3月21日  | 妖星ゴラス                                 | 東宝                             |
| 1962年8月11日  | キングコング対ゴジラ                       | 東宝                             |
| 1963年8月11日  | マタンゴ                                   | 東宝                             |
| 1964年4月29日  | モスラ対ゴジラ                             | 東宝                             |
| 1964年8月11日  | 宇宙大怪獣ドゴラ                           | 東宝                             |
| 1964年12月20日 | 三大怪獣 地球最大の決戦                    | 東宝                             |
| 1965年8月8日   | フランケンシュタイン対地底怪獣             | 東宝                             |
| 1967年12月16日 | 怪獣島の決戦 ゴジラの息子                  | 東宝                             |
| 1968年8月1日   | 怪獣総進撃                                 | 東宝                             |
| 1968年8月14日  | 連合艦隊司令長官 山本五十六                | 東宝                             |
| 1969年4月29日  | クレージーの大爆発                         | 東宝 渡辺プロダクション （東宝） |
| 1969年7月26日  | 緯度0大作戦                                | 東宝 ドン・シャーププロ （東宝） |
| 1969年8月13日  | 日本海大海戦                               | 東宝                             |
| 1969年12月20日 | ゴジラ・ミニラ・ガバラ オール怪獣大進撃    | 東宝                             |
| 1970年8月1日   | ゲゾラ・ガニメ・カメーバ 決戦!南海の大怪獣 | 東宝                             |
| 1971年7月24日  | ゴジラ対ヘドラ                             | 東宝                             |
| 1971年7月17日  | 激動の昭和史 沖縄決戦                      | 東宝                             |

### テレビドラマ
- 帰ってきたウルトラマン（1971年）※照明（特撮）